# رولز-رویس کلید
رولز-رویس کلید (به انگلیسی: Rolls-Royce Clyde) یک موتور هواگرد ساختِ کارخانهٔ رولز-رویس لیمیتد در کشور بریتانیا است.